# Il resto di niente (film)
Il resto di niente è un film del 2004 diretto da Antonietta De Lillo. Prodotto nel 2004 da Mariella Li Sacchi e Amedeo Letizia, è stato presentato fuori concorso alla 61ª Mostra internazionale d'arte cinematografica di Venezia.
Il film è tratto dall'omonimo romanzo di Enzo Striano, e racconta la vita della nobildonna Eleonora Pimentel Fonseca sullo sfondo della rivoluzione napoletana del 1799.

## Trama
Eleonora Pimentel Fonseca è portoghese di nascita e di nobili origini. Nata a Roma si trasferisce con la famiglia a Napoli. Qui trascorre i primi anni della sua vita tra la cultura e la poesia. Si sposa con il conte Pasquale Tria de Salis, dal quale ben presto si separa a causa dei numerosi tradimenti e della violenza del marito. Eleonora si getta, allora, a capofitto nella poesia, che anche scrive, e frequenta gli ambienti culturali e letterari dell'epoca dove si stanno diffondendo le teorie liberiste francesi. Si batte per gli ideali di uguaglianza, libertà  e fraternità e diventa un'esponente di primo piano dei giacobini napoletani. Per queste sue idee, viene incarcerata nel 1798 e liberata dopo l'arrivo delle truppe francesi. Viene impiccata nel 1799 per ordine del re Ferdinando IV di Borbone.Il sogno di rivoluzione di Eleonora e dei giovani aristocratici napoletani si rompe e non resta che niente.

## Premi e riconoscimenti
- 2005 - David di Donatello
  - Migliori costumi a Daniela Ciancio
  - Nomination Migliore attrice protagonista a Maria de Medeiros
  - Nomination Miglior scenografia a Beatrice Scarpato
- 2006 - Nastro d'argento
  - Nomination Migliore sceneggiatura a Giuseppe Rocca, Laura Sabatino e Antonietta De Lillo
  - Nomination Migliore fotografia a Cesare Accetta
  - Nomination Migliore scenografia a Beatrice Scarpato
  - Nomination Migliore costumi a Daniela Ciancio
  - Nomination Migliore colonna sonora a Daniele Sepe
- 2005 - Globo d'oro
  - Miglior fotografia a Cesare Accetta
- 2005 - Ciak d'oro
  - Miglior film nella categoria "Bello e invisibile"
  - Migliore fotografia a Cesare Accetta[1]
  - Migliori costumi a Daniela Ciancio[1]
  - Migliore scenografia a Beatrice Scarpato[1]
  - Nomination Miglior produttore a Mariella Li Sacchi e Amedeo Letizia
  - Nomination Miglior manifesto
- 2005 - Premio Flaiano
  - Premio per l'interpretazione a Maria de Medeiros
  - Premio per la sceneggiatura a Giuseppe Rocca con la collaborazione di Laura Sabatino, Antonietta De Lillo
- 2005 - Taormina Film Fest
  - Premio Piero Tosi per il miglior costumista a Daniela Ciancio
  - Premio Franco Cristaldi per il miglior produttore a Mariella Li Sacchi e Amedeo Letizia
- 2005 - Federazione Italiana Cinema d'Essai
  - Premio FICE
- 2005 - Giornate Professionali di Cinema
  - Premio FAC
- Sannio Film Fest
  - Capitello d'oro al miglior film a Antonietta De Lillo
  - Capitello d'oro ai migliori costumi a Daniela Ciancio